# André-Nicolas Larbartrier
André-Nicolas Larbartrier, francoski general, * 1887, † 1945.